# Święty Juda Tadeusz (obraz Mistrza Teodoryka)
Święty Juda Tadeusz – gotycki obraz autorstwa Mistrza Teodoryka. 
Portret jest częścią cyklu 129 obrazów powstałych dla kaplicy św. Krzyża na zamku Karlstejnie. Dzieła powstawały w latach 1357–1365; w ich skład wchodziły obrazy pasyjne, Vir Dolorum, portrety świętych w tym ewangelistów, apostołów, doktorów Kościoła, męczenników i dziewic, portrety proroków i władców. Wszystkie obrazy charakteryzuje miękki modelunek, mocne rysy twarzy oraz elegancja strojów. 

## Opis obrazu
Portret przedstawia apostoła Tadeusza ukazanego w półpostaci, w niebieskich szatach. W lewej ręce trzyma książkę w czerwonej okładce a w prawej miecz. Postać ukazana została na złotym, częściowo zdobionym tle.